# Martín Ramos
Martín Ramos (Buenos Aires, 26 agosto 1991) è un pallavolista argentino, centrale del Guaguas.

## Carriera

### Club
La carriera di Martín Ramos inizia nel settore giovanile del Vélez Sarsfield. Nella stagione 2010-11 debutta nella Liga Argentina de Voleibol con la maglia del Villa María. Nella stagione seguente viene ingaggiato dall'UPCN, club col quale vince sei scudetti, quattro edizioni della Coppa ACLAV, cinque della Coppa Máster e due campionati sudamericani per club.
Nella stagione 2020-21 si trasferisce per la prima volta all'estero, in Francia, tra le file del Tours, conquistando la Challenge Cup 2021-22. Per il campionato 2022-23 difende i colori del Guaguas, club militante nella Superliga de Voleibol Masculina spagnola.

### Nazionale
Tra il 2008 e il 2010 viene convocato nella nazionale argentina under 19 con cui vince la medaglia d'oro al campionato continentale 2008, quella di bronzo al campionato mondiale 2009 e nuovamente l'oro al campionato sudamericano 2010. Tra il 2010 e il 2011 è nella nazionale argentina under 21, conquistando l'argento al campionato mondiale 2011.
Fa il suo esordio nella nazionale maggiore in occasione della Coppa panamericana 2010, dove si aggiudica la medaglia d'argento. Vince la medaglia d'argento al campionato sudamericano 2013, l'oro ai XVII Giochi panamericani e alla Coppa panamericana 2017, torneo nel quale viene premiato come MVP, e il bronzo al campionato sudamericano 2017. Nel 2021 conquista la medaglia di bronzo ai Giochi della XXXII Olimpiade di Tokyo e quella d'argento al campionato sudamericano: nell'edizione successiva del campionato continentale si aggiudica la medaglia d'oro.

## Palmarès

### Club
- Campionato argentino: 6

2011-12, 2012-13, 2013-14, 2014-15, 2015-16, 2017-18
- Coppa ACLAV: 4

2012, 2013, 2015, 2019
- Coppa Máster: 5

2011, 2013, 2014, 2016, 2017
- Campionato sudamericano per club: 2

2013, 2015
- Challenge Cup: 1

2021-22

### Nazionale (competizioni minori)
- Campionato sudamericano under 19 2008
- Campionato mondiale under 19 2009
- Campionato sudamericano under 19 2010
- Coppa panamericana 2010
- Campionato mondiale under 21 2011
- Giochi panamericani 2015
- Coppa panamericana 2017

### Premi individuali
- 2014 - Campionato sudamericano per club: Miglior centrale
- 2015 - Campionato sudamericano per club: Miglior centrale
- 2016 - Liga Argentina de Voleibol: Miglior centrale
- 2017 - Coppa panamericana: MVP
- 2018 - Liga Argentina de Voleibol: Miglior argentino
- 2018 - Liga Argentina de Voleibol: Miglior centrale
- 2021 - Campionato sudamericano: Miglior centrale